# یاستژنبیا (شهرستان رادوم)
یاستژنبیا (به لاتین: Jastrzębia) یک روستا در لهستان است که در گمینا یاستژنبیا واقع شده‌است. یاستژنبیا ۸۲۰ نفر جمعیت دارد.